# 54 Piscium
54 Piscium là một ngôi sao lùn màu cam cách Trái Đất khoảng 36 năm ánh sáng trong chòm sao Song Ngư.

## Phát hiện
Năm 2002, một hành tinh ngoài hệ mặt trời đã được xác nhận là quay quanh ngôi sao và năm 2006, một sao lùn nâu cũng được phát hiện quay quanh nó.

## Tên gọi
Ký hiệu Flamsteed 54 Piscium có nguồn gốc từ danh mục sao của nhà thiên văn học người Anh John Flamsteed, xuất bản lần đầu năm 1712.

## Đặc điểm
Nó có cường độ là 5,86 cho phép nhìn thấy nó bằng mắt không bị che khuất trong điều kiện quan sát phù hợp. Ngôi sao có lớp K0V, với lớp độ sáng V cho thấy đây là một ngôi sao theo trình tự chính đang tạo ra năng lượng ở lõi của nó thông qua phản ứng tổng hợp hạt nhân của hydro thành helium. Nhiệt độ hiệu dụng của quang quyển là khoảng 5.062 K, tạo cho nó màu sắc cam đặc trưng của một ngôi sao loại K.
Người ta đã tính toán rằng ngôi sao có thể có 76 phần trăm khối lượng của Mặt trời và 46 phần trăm độ sáng. Bán kính đã được xác định trực tiếp bằng giao thoa kế là 94% so với bán kính của Mặt trời bằng cách sử dụng mảng CHARA. Thời gian quay của 54 Piscium là khoảng 40,2 ngày. Tuổi của ngôi sao là khoảng 6,4 tỷ năm.

## Các ngôi sao
Năm 2006, một hình ảnh trực tiếp của 54 Piscium cho thấy có một ngôi sao lùn nâu đồng hành với 54 Piscium A. 54 Piscium B được cho là "sao lùn nâu metan" thuộc loại quang phổ "T7.5V". Độ sáng của vật thể dưới lòng đất này cho thấy nó có khối lượng 0,051 so với Mặt trời (gấp 50 lần khối lượng của Sao Mộc) và 0,082 lần bán kính của Mặt trời. Tương tự như Gliese 570 D, sao lùn nâu này được cho là có nhiệt độ bề mặt khoảng 810 K (537 °C).
Khi 54 Piscium B được chụp trực tiếp bằng Kính viễn vọng Không gian Spitzer của NASA, người ta đã chứng minh rằng sao lùn nâu có sự phân tách dự kiến của khoảng 476 đơn vị thiên văn khỏi ngôi sao chính.54 Piscium B là sao lùn nâu đầu tiên được phát hiện xung quanh một ngôi sao có hành tinh ngoài hệ mặt trời đã được biết đến (dựa trên các khảo sát vận tốc hướng tâm).

## Hệ hành tinh
Vào ngày 16 tháng 1 năm 2002, một nhóm các nhà thiên văn học (dẫn đầu bởi Geoff Marcy) đã công bố phát hiện ra một hành tinh ngoài hệ mặt trời (tên là 54 Piscium b) vào khoảng 54 Piscium. Hành tinh này được ước tính có khối lượng chỉ bằng 20% so với Sao Mộc (làm cho hành tinh xung quanh có cùng kích thước và khối lượng của Sao Thổ).
Hành tinh quay quanh mặt trời của nó ở khoảng cách 0,28 đơn vị thiên văn (sẽ nằm trong quỹ đạo của Sao Thủy), mất khoảng 62 ngày để hoàn thành. Người ta đã cho rằng hành tinh này có chung độ nghiêng của ngôi sao và do đó có khối lượng thực gần với khối lượng tối thiểu của nó; [17] tuy nhiên, một số "Sao Mộc nóng" được biết là xiên so với trục sao.
Năm 2013, các quan sát đã ám chỉ sự hiện diện của một hành tinh thứ hai quay quanh 54 Piscium. Ứng cử viên hành tinh Vách 54 Piscium c (HD 3651c) - có khối lượng 0,03 MJ và quay quanh ngôi sao chủ của nó ở khoảng cách 0,186 AU, một quỹ đạo mất khoảng 31 ngày để hoàn thành.